# Jati Sara
Jati Sara is een bestuurslaag in het regentschap Aceh Tenggara van de provincie Atjeh, Indonesië. Jati Sara telt 253 inwoners (volkstelling 2010).